# ALARM (Rakete)
Die ALARM (Air Launched Anti-Radiation Missile) ist eine Anti-Radar-Luft-Boden-Rakete von MBDA, die primär zur Unterdrückung der feindlichen Luftverteidigung entwickelt wurde. In ihrer Rolle ähnelt die ALARM der US-amerikanischen AGM-88 HARM, unterscheidet sich aber dadurch, dass sie in ihrem Heck einen Fallschirm besitzt, an dem sie, während sie auf Radarsignale wartet, zu Boden schweben kann.

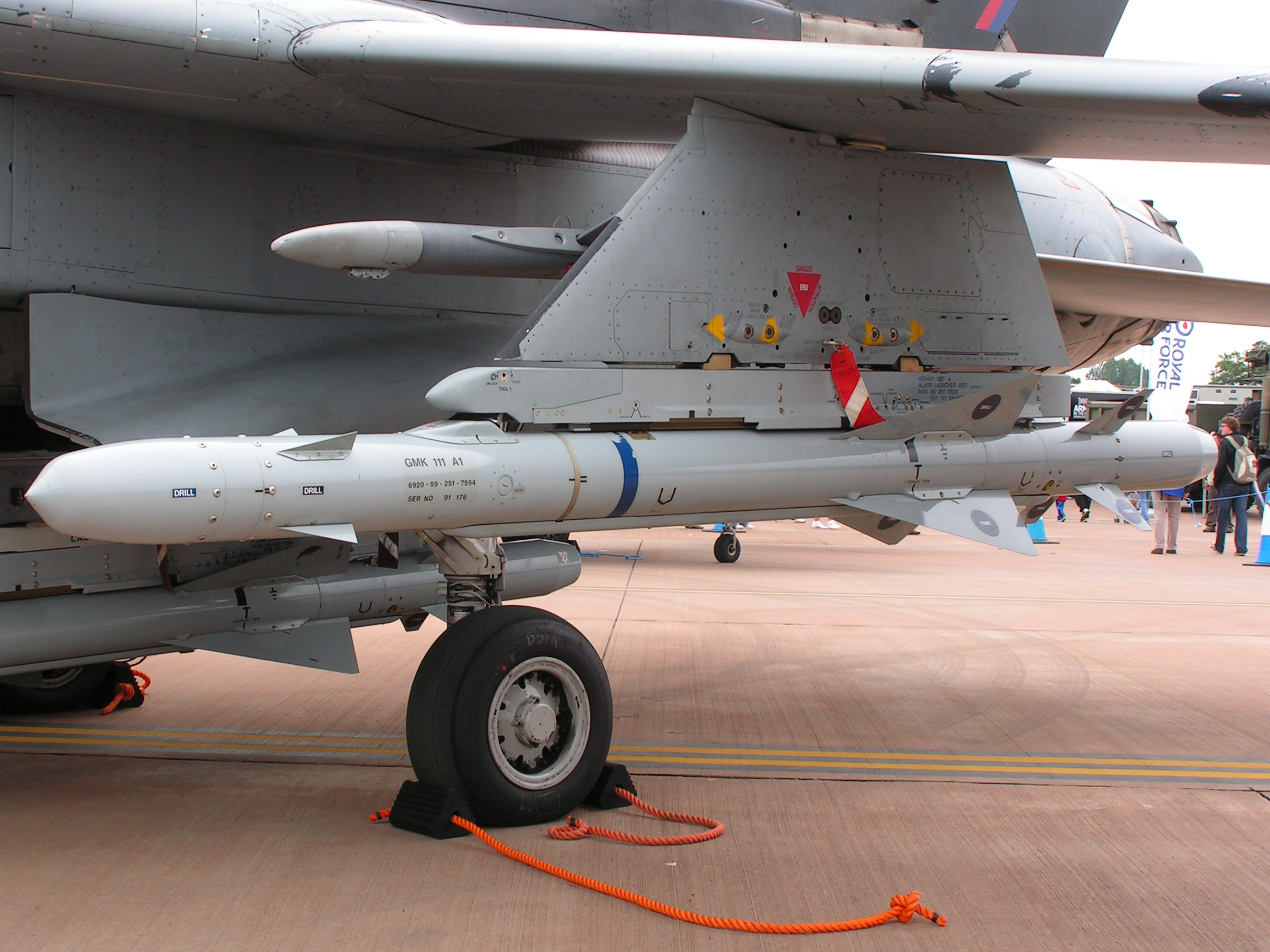
ALARM-Rakete an Panavia Tornado

In der Betriebsart „Dual“ steigt sie auf eine Höhe von 13 Kilometern in Richtung der anvisierten Radarstellung. Schaltet sich währenddessen das Radar ab, schaltet die Rakete die erste Stufe ihres Raketenantriebes ab, öffnet einen Fallschirm und schwebt langsam in Richtung Ziel/Boden. Falls die Radarstation wieder sendet, wirft die ALARM ihren Fallschirm ab, zündet die zweite Stufe des Raketenantriebes und attackiert sie. Die ALARM wurde ab 1990 von der RAF und der Royal Saudi Air Force genutzt. Die britischen Luftstreitkräfte haben die ALARM zum Jahresende 2013 ausgemustert.

## Nutzer
- Saudi-Arabien
- Vereinigtes Königreich: 750